# Mohammad Oraz
Pas d'image ? Cliquez ici
Mohammad Oraz (en persan : محمد اوراز), né le 16 septembre 1969 à Naghadeh (Iran) et mort le 6 septembre 2003 sur le Gasherbrum I au Pakistan, était un alpiniste iranien.

## Biographie
Il est né à Naghadeh (nord-ouest de l'Iran) le 16 septembre 1969. Il obtint le baccalauréat en 1987 et finit bachelor's degree de Urmia University en 2000. Il mourut le 6 septembre 2003 après une tentative d'ascension du Gasherbrum I au Pakistan, lorsque son camarade Moqbel Honarpajouh et lui dévissèrent à cause d'une avalanche. Ils furent transférés au Shafa Hospital à Islamabad où Honarpajouh survécut, mais Oraz mourut après vingt jours.

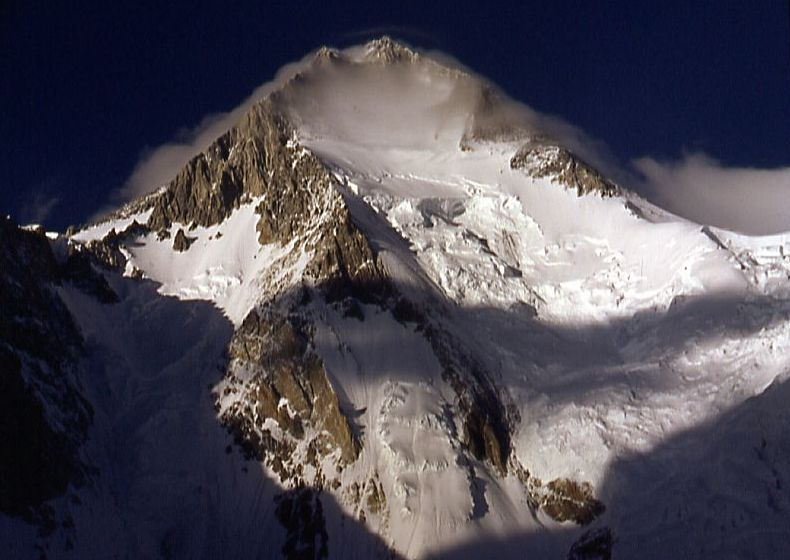
Vue du Gasherbrum I, septembre 2001